# Ingra
Ingra est une entreprise croate faisant partie du CROBEX, le principal indice boursier de la bourse de Zagreb. L'entreprise, fondée en 1955 et basée à Zagreb, est une entreprise du secteur immobilier spécialisée dans les ouvrages hydro-électriques, ainsi que les usines, complexes hôteliers, hôpitaux, ponts et chaussées.